# Ángel Garma Zubizarreta
Ángel Garma Zubizarreta (Bilbao, 24 de juny de 1904 - Buenos Aires, 29 de gener de 1993) va ser un metge, psicoanalista i terapeuta, fundador i figura representativa del moviment psicoanalític a Espanya i Hispanoamèrica.
Traslladat a Madrid, entre 1921 y 1927 estudia medicina a la Universitat Central de Madrid, instal·lant-se a la Residencia de Estudiantes, on coincidí amb Federico García Lorca i Dalí, i entrà en contacte amb les obres de Freud. A la Facultat va tenir oportunitat de formar-se amb mestres de la talla de Santiago Ramón y Cajal (1854- 1934), Juan Negrín (1982-1956), Juan Madinaveitia (1861-1938) i Gregorio Marañón (1887-1960), mantenint una especial relació amb els dos últims.
El 1927, animat per Miguel Sacristán, metge del manicomi de Ciempozuelos, es trasllada a Berlín on es formà en neurologia i psiquiatria, diplomant-se en psiquiatria per la Universitat de Tübingen el 1929. Durant els dos anys d'estança a Berlín es relaciona amb grans figures de la psicoanàlisi com Max Eitingon i Theodor Reik. En acabar els seus estudis retornà a Madrid on exercí com a psiquiatre del Tribunal Tutelar de Menors i realitza una important activitat com a conferenciant.
El novembre de 1931 va tornar a Madrid i va iniciar una nova etapa de la seva vida i de la seva trajectòria professional i científica, obrint una consulta privada de psicoanàlisi, on atenia pacients que li enviaven els seus antics companys de la Residència d'Estudiants i alguns metges, tot i la desfavorable actitud que, en general, la medicina i la psiquiatria espanyola mostraven cap a la psicoanàlisi. El 1935 va contreure matrimoni amb la francesa Simone Mas, amb qui va tenir dues filles, i el 1936 va obtenir el nomenament de membre titular de l'Associació Psicoanalítica Alemanya, en reconeixement de la seva tasca com a psicoanalista a Espanya.
En començar la Guerra Civil Espanyola es troba de vacances a França. En un primer moment, optà per quedar-se a Bordeus, d'on era natural la seva dona, però després d'uns mesos, es va traslladar a París amb la seva família per instal·lar-se com a psicoanalista. A la capital francesa va entrar en contacte amb l'Institut Psicoanalític de París, on va ser ràpidament acceptat i incorporat a les seves reunions i activitats. Va entaular amistat amb Maria Bonaparte (1882-1962), presidenta de l'Associació Psicoanalítica Francesa, i amb altres destacats membres dels cercles psicoanalítics parisencs que, en aquest moment, acollien també a un nombre important de psicoanalistes alemanys que havien sortit d'Alemanya a causa de l'ascens de Hitler al poder. A París, es va retrobar amb el seu bon amic Xoán Rof Carballo, que estava fent una estada al Servei de Neurologia de l'hospital de la Salpêtrière, i, el 1937 va conèixer a Celes Ernesto Cárcamo (1903-1990), metge argentí que es trobava a París fent la seva anàlisi didàctica amb Paul Schiff (1891-1947) i que pretenia, de tornada a Buenos Aires, exercir i difondre la psicoanàlisi. Aquesta trobada va resultar fonamental en el desenvolupament posterior tant de la trajectòria vital de Garma, com per al futur moviment psicoanalític argentí. Finalment, decideix emigrar a l'Argentina, instal·lant-se el 1938 a Buenos Aires.
Doctorat per la Universitat de la Plata amb la tesi titulada Psicoanálisis de los sueños, el 1942 fundà al costat de Arnaldo Racovsky, Marie Langer, Colomí Riviere, i Ernesto Cárcamo l'Associació Psicoanalítica Argentina i el 1945 l'Institut de Psicoanàlisi de Buenos Aires. Desplegà una incessant activitat com a docent, conferenciant i investigador de la terapèutica psicoanalítica, la situació traumàtica dels somnis així com patologies d'origen nerviós i psicològic.
La seva influència en el moviment psicoanalític espanyol i latinoamericà és innegable, arribant a ser membre d'honor de la majoria de les associacions psicoanalítiques. El 1983 va ser nomenat vicepresident d'honor de l'Associació Psicoanalítica Internacional i el 1989 va rebre la Gran Creu de l'Orde del Mèrit Civil d'Espanya. L'Institut de Psicoanàlisi de l'Associació Psicoanalítica Argentina porta el seu nom.
El 1985, afectat d'una malaltia de Parkinson, abandonà tota activitat professional i el gener de 1993, als vuitanta-vuit anys, va morir a la ciutat de Buenos Aires.

## Publicacions[1]
- El Psicoanálisis, la neurosis y la sociedad (1936)
- El Psicoanálisis de los sueños (1940)
- El psicoanálisis, presente y perspectivas (1942)
- Psicoanálisis de las guerras (1942)
- Sadismo y masoquismo en la conducta (1945)
- Génesis y contenido primario de la alucinación onírica (1969)
- La realidad exterior y los instintos en la esquizofrenia; Nuevas aportaciones al psicoanálisis de los sueños (1970)
- Génesis psicosomática y tratamiento de úlceras gástricas y duodenales (1975)
- El psicoanálisis: teoría, clínica y técnica (1976)